# Hegyi motmotpapagáj
A hegyi motmotpapagáj (Prioniturus montanus) a papagájalakúak (Psittaciformes) rendjében, a szakállaspapagáj-félék (Psittaculidae) családjában, a szakállaspapagáj-formák (Psittaculinae) alcsaládjának egyik képviselője.

## Előfordulása
Endemikus faj a Fülöp-szigeteken, csak Luzon szigetén honos. Szubtrópusi és trópusi hegyvidéki erdőkben él.

## Megjelenése
Testhossza 30 centiméter, testtömege 100-140 gramm. A hím tollazata nagyrészt zöld, arca kék, feltűnő piros folttal a fejtetőn, a tojónak a feje is zöld színű.

## Életmódja
Magvakkal, bogyókkal és diófélékkel táplálkozik.